# Consall
Consall är en civil parish i Storbritannien.   Den ligger i grevskapet Staffordshire och riksdelen England, i den södra delen av landet, 210 km nordväst om huvudstaden London. Antalet invånare är 118. Arean är 8,7 kvadratkilometer.
Terrängen i Consall är platt.